# Trường phái tư tưởng
Trường phái tư tưởng (tiếng Anh: School of thought hay Intellectual tradition) là quan điểm của một nhóm người có chung đặc điểm quan điểm hoặc cách nhìn về một lĩnh vực nào đó như triết học, lĩnh vực học thuật, tín ngưỡng, phong trào xã hội, kinh tế, phong trào văn hóa hoặc trào lưu nghệ thuật.

## Lịch sử
Cụm từ này đã trở thành một thuật ngữ thông tục phổ biến được sử dụng để mô tả những người có suy nghĩ giống nhau hoặc những người tập trung vào một ý tưởng chung. Thuật ngữ này được sử dụng phổ biến.
Các trường phái thường được đặc trưng bởi tư tưởng của họ, và do đó được phân loại thành trường phái "mới" và "cũ". Có một quy ước là trong các lĩnh vực tư tưởng chính trị và triết học, có các trường phái tư tưởng "hiện đại" và "cổ điển". Một ví dụ là những người tự do hiện đại và cổ điển. Sự phân đôi này thường là một thành phần của sự thay đổi mô hình. Tuy nhiên, hiếm khi có trường hợp chỉ có hai trường phái trong bất kỳ lĩnh vực nào.